# Dragowit
Dragowit war 789 Samtherrscher (rex) des westslawischen Stammesverbandes der Wilzen.

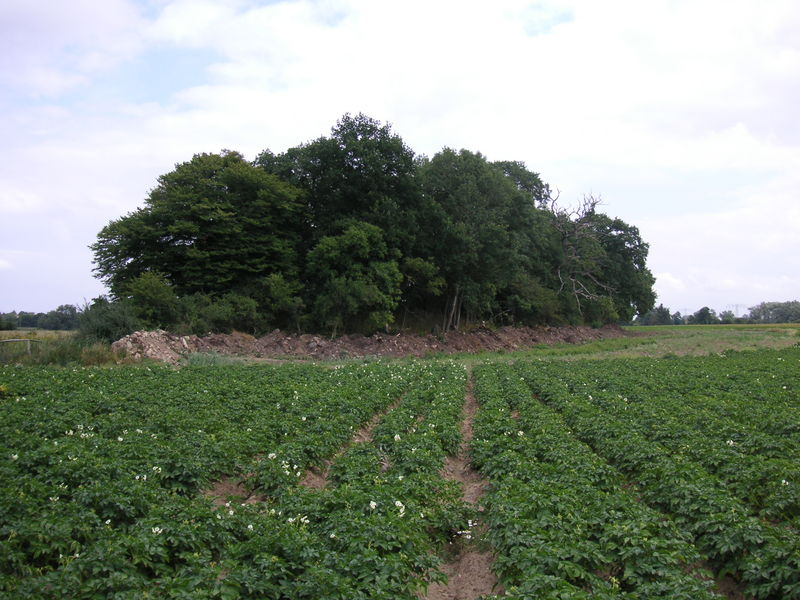
Slawischer Burgwall Alte Schanze bei Vorwerk (Demmin) — Reste der civitas Dragawiti?

## Herrschaft
Dragowit herrschte nach den fränkischen Schriftquellen über das Gebiet der wilzischen Teilstämme, welches sich von der mittleren Elbe ostwärts über die Prignitz in einem Bogen nach Norden bis zur Ostsee erstreckte. Sein Herrschaftszentrum war die civitas Dragawiti im  Peenegebiet, eine Burg mit einer Siedlung, deren Lage heute in Vorwerk bei Demmin in Vorpommern angenommen wird.  Seine Legitimation als Herrscher des wilzischen Stammesverbandes leitete sich nach Darstellung der Metzer Annalen  aus einer Einsetzung durch einen  princeps carolus ab, unter dem wahlweise Karl der Große oder aber bereits Karl Martell verstanden werden. Diese Herrschaft erstreckte sich auch auf die elbslawischen Stämme der Bethenzer, Smeldinger und Linonen, deren Stammesgebiete sich wie ein Keil zwischen diejenigen der Abodriten im Norden und der Sorben im Süden drängten und im Westen mit der Elbe das junge fränkische Herrschaftsgebiet in Sachsen berührten.

## Untergang
Nach der fränkischen Konzeption einer Reichsgrenze an der Elbe und befriedeten anliegenden Herrschaftsräumen musste damit das Gebiet der dem wilzischen König Dragowit politisch zugehörigen elbslawischenen Teilstämme unterworfen werden. Dragowit aber spielte 789 eine so führende Rolle für diese elbslawischen Teilstämme, dass Karl der Große sich 789 gezwungen sah, im Rahmen einer groß angelegten Heeresoperation weit in den Osten vorzustoßen, um im Raum der Peene gegen ihn vorzugehen und seine öffentliche Unterwerfung zu erzwingen. Während Abodriten und Sorben in zwei Heersäulen in das Gebiet der Wilzen eindrangen um den Elbübergang des sächsisch-fränkischen Heeres bei Lenzen oder südlich der Havelmündung zu sichern, fuhren Friesen zu Schiff die Elbe hinauf um die Flussquerung vom Wasser aus zu unterstützen. Auf der slawischen Elbseite besiegte das vereinigte Heer unter Karls Führung die wilzischen Stämme, nahm ihre Fürsten gefangen und zog mit den Gefangenen entlang der Müritz weiter vor die Festung Dragowits, der alle anderen Stammesfürsten der Wilzen an „vornehmer Abkunft, Ansehen und Alter“ überragte.
Dragowits Festung wurde belagert, bis er sich in Ansehung der großen Übermacht ergab. Er trat als Eingeständnis der Niederlage mit seinen Gefolgsleuten aus der Burg. Dragowit leistete Karl den Treueschwur, stellte Geiseln und versprach Tributzahlungen. Erst jetzt, nachdem sie Zeugen der Unterwerfung ihres Königs geworden waren, unterwarfen sich auch die gefangenen Fürsten der besiegten Teilstämme.